# GOODBYE EMI
『GOODBYE EMI』（グッバイ・イーエムアイ）は、忌野清志郎3枚目のコンピレーション・アルバム。1998年3月25日発売。

## 解説
忌野清志郎2枚目のベスト・アルバム。東芝EMIとの契約終了に伴う企画アルバム。選曲は忌野による。
1987年のアルバム『RAZOR SHARP』以降のソロ、バンド、ユニット参加曲よりアルバム未収録シングル曲を含む全15曲。
2016年10月5日にSHM-CD（UPCY-9389）でも再発売されている。

## 収録曲
1. マーマレード・ソング（作詞：百池万子、作曲：忌野清志郎）
1996 Single「世界中の人に自慢したいよ」coupling
RCサクセションのライヴで演奏されていた未発表曲
2. マイティー・マイ・ラブ（作詞･作曲：忌野清志郎）
1996 Single「Good Lovin'」coupling
3. 世界中の人に自慢したいよ（作詞･作曲：忌野清志郎）
1996 Single　フル･エンディングの未発表バージョン
4. あの娘が結婚してしまう パート2（作詞･作曲：忌野清志郎）
1992 Album「GO GO 2・3's」KIYOSHIRO & 2･3's
5. お弁当箱（作詞･作曲：忌野清志郎、山川のりを）
1993 Album「Music From POWER HOUSE」KIYOSHIRO & 2･3's
6. ラッキー・ボーイ（作詞･作曲：忌野清志郎）
1992 Album「Memphis」
7. 世間知らず（作詞･作曲：忌野清志郎）
1992 Album「Memphis」
8. CHILDREN'S FACE（作詞･作曲：忌野清志郎）
1987 Album「RAZOR SHARP」
9. 善良な市民（作詞･作曲：忌野清志郎）
1993 Album「Music From POWER HOUSE」KIYOSHIRO & 2･3's
10. はたらく人々（作詞･作曲：忌野清志郎、早川岳晴）
1985 Album「DANGER II」DANGER
11. 日本の人（作詞：忌野清志郎、作曲：細野晴臣）
1991 Album「日本の人」HIS
12. 満月の夜（作詞･作曲：忌野清志郎）
1995 Album「119」サウンドトラック
13. いくじなし（Bye-Bye）（作詞･作曲：忌野清志郎）
1992 Album「GO GO 2・3's」KIYOSHIRO & 2･3's
14. Good Lovin' （作詞･作曲：忌野清志郎）
1996 Single
15. IDEA（作詞･作曲：忌野清志郎、G2wo & Sasuke）
1987 Album「RAZOR SHARP」